# فيل مونتجومري
فيل مونتجومري (بالإنجليزية: Phil Montgomery)‏ هو سياسي أمريكي، ولد في 7 يوليو 1957. انتخب عضو جمعية ولاية ويسكونسن.